# Monsters of Rock Tour 1988
Fu il secondo tour nel quale i Van Halen si esibirono al festival del Monsters Of Rock, ma fu il primo dove suonarono da headliner, accompagnati da Scorpions, Dokken, Metallica e Kingdom Come.

## Scaletta
1. A.F.U.
2. Summer Nights
3. (There's Only) One Way to Rock
4. Panama
5. assolo di basso
6. Runnin' With the Devil
7. Why Can't This Be Love?
8. Mine All Mine
9. assolo di batteria
10. You Really Got Me
11. Sucker in a 3 Piece
12. When it's Love
13. Eagles Fly
14. I Can't Drive
15. Best of Both Worlds
16. assolo di chitarra
17. Black and Blue
18. Ain't Talkin' 'bout Love
19. Rock 'N' Roll